# I-70
I-70 — підводний човен Імперського флоту Японії. Став першою японською субмариною, втраченою у Другій світовій війні.
Корабель, який спорудили у 1935 році на корабельні ВМФ у Сасебо, належав до типу KD6 (підтип KD6A).
По завершенні його включили до 12-ї дивізії підводних човнів, у складі якої І-70 перебував і на момент вступу Японії у Другу світову війну.
12 травня 1941-го І-70 зіткнувся з однотипним підводним човном I-69. Як наслідок, обшивка І-70 виявилась розпоротою від носової баластної цистерни майже до бойової рубки, а у І-69 пошкоджена носова частина. Втім, обидва човни відремонтували ще до початку бойових дій.
11 листопада 1941-го в межах підготовки до війни з США І-70 вийшов з японського порту Саєкі (острів Кюсю) та 20 числа прибув на атол Кваджелейн (Маршаллові острови). 23 листопада І-70 рушив далі до Гавайських островів та 7 грудня перебував менш ніж за два десятки кілометрів від входу до гавані Перл-Гарбору.
Невдовзі після опівночі 9 грудня 1941-го з І-70 отримали повідомлення про виявлення авіаносця, що прибуває до Перл-Гарбору. А наступної доби інший підводний човен повідомив про пересування загону з авіаносця та двох крейсерів, на перехоплення якого японці спрямували цілий ряд субмарин й І-70 серед них.
Вранці 10 грудня пікірувальний бомбардувальник з авіаносця «Ентерпрайз» (саме його за добу до того бачили з І-70) виявив підводний човен у надводному положенні та атакував його. Унаслідок близького вибуху бомби І-70 дістав пошкодження та втратив здатність занурюватись. За кілька годин інший пікірувальний бомбардувальник побачив човен та, попри вогонь із зенітного кулемета, поклав бомбу поряд з центральною частиною ворожого корабля (кількох стрільців вибухом скинуло за борт). Менш ніж за хвилину після цього І-70 затонув. Загинули всі 93 члени екіпажу (включаючи чотирьох моряків, яких американські пілоти бачили плаваючими у воді).